# Die-in

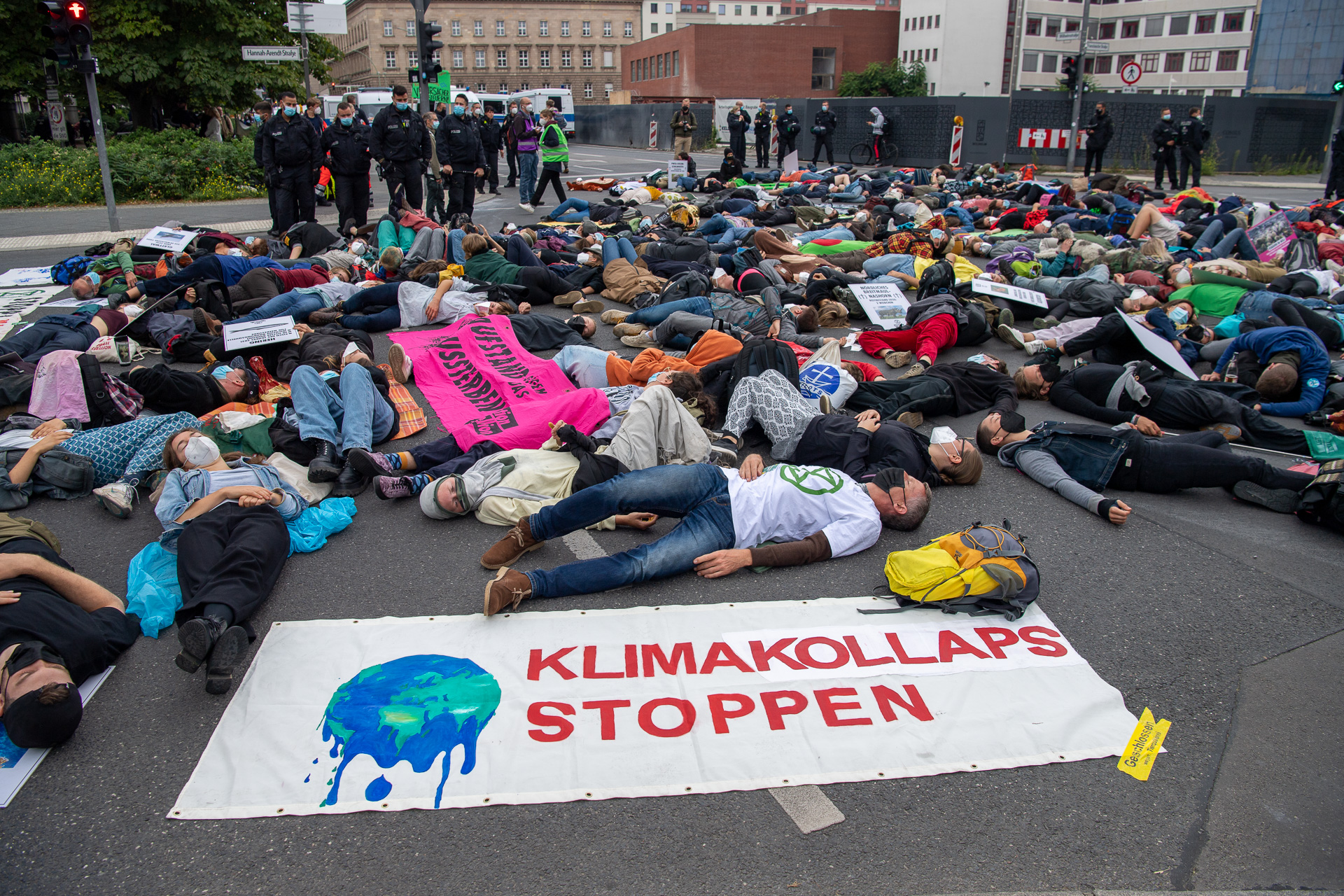
Die-in gegen den Klimakollaps vor dem Bundeslandwirtschaftsministerium durch Extinction Rebellion in Berlin, 2021

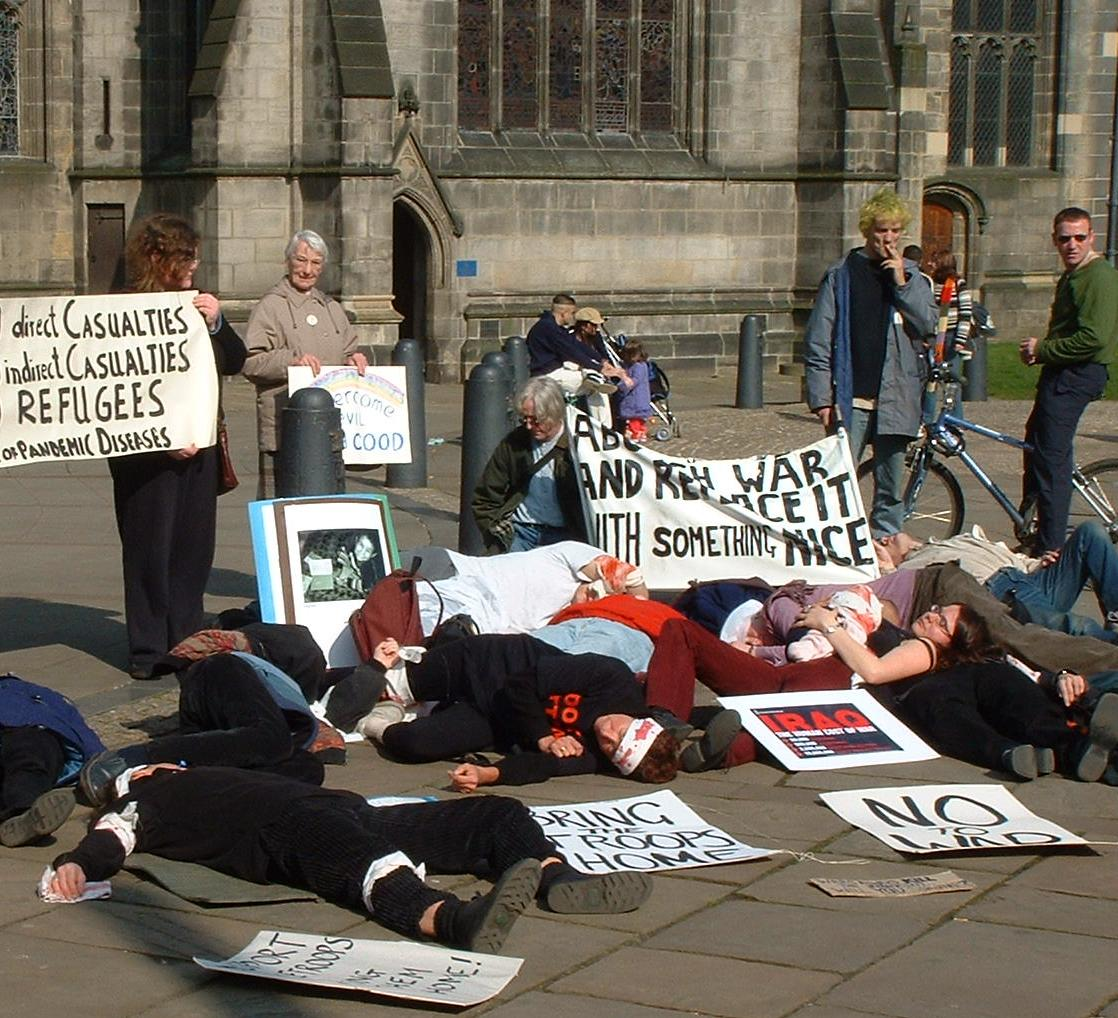
Die-in in England aus Protest gegen Krieg

Die-in (dt. ungefähr gemeinsames Sterben) ist eine Aktionsform des gewaltlosen Widerstands. Dabei legen sich Demonstranten in der Öffentlichkeit auf ein Signal hin plötzlich wie tot zu Boden, um auf einen bestimmten politischen Sachverhalt hinzuweisen, den sie für lebensbedrohend oder unmenschlich halten. Analog zum Sit-in hat sie ihren Ursprung in der Studentenbewegung von 1968. Heutzutage werden die Aktionen aus verschiedensten politischen Beweggründen oder Anlässen durchgeführt.
Nach den Kriterien des Flash- und des Smart Mobs ist Die-in eine spezielle Form des Flash- oder Smart Mobs; diese Begriffe sind aber erst später entstanden. In einem der Berichte aus 2009 wird neben dem Begriff „Stör-Fall-Mob“ auch „Flashmob“ verwendet.